# UFC 241
UFC 241: Cormier vs. Miocic 2（ユーエフシー・ツーフォーティワン：コーミエ・バーサス・ミオシッチ・ツー）は、アメリカ合衆国の総合格闘技団体「UFC」の大会の一つ。2019年8月17日、カリフォルニア州アナハイムのホンダセンターで開催された。

## 大会概要
本大会のメインイベントでは、UFC世界ヘビー級タイトルマッチとして王者ダニエル・コーミエと挑戦者スティーペ・ミオシッチによる対戦が組まれた。
本大会は、2019年のUFC イベント・オブ・ザ・イヤーを受賞した。

## 試合結果

### アーリープレリム
第1試合 女子フライ級 5分3R
○  サビーナ・マゾ vs.  シャナ・ドブソン ×
3R終了 判定3-0（30–24、30–25、30–25）
第2試合 バンタム級 5分3R
○  カン・ギョンホ vs.  ブランドン・デイビス ×
3R終了 判定2-1（28-29、29-28、29-28）
第3試合 女子ストロー級 5分3R
○  ハンナ・シファーズ vs.  ジョディ・エスキベル ×
3R終了 判定3-0（30-28、30-27、30-27）

### プレリミナリーカード
第4試合 63.5kg契約 5分3R
○  ケイシー・ケニー vs.  マニー・バミューデス ×
3R終了 判定3-0（29-28、29-28、29-28）
第5試合 ライト級 5分3R
○  ドラッカー・クロース vs.  クリストス・ジアゴス ×
3R終了 判定3-0（29-28、29-28、29-28）
第6試合 バンタム級 5分3R
○  コーリー・サンドヘイゲン vs.  ハファエル・アスンソン ×
3R終了 判定3-0（30-27、30-27、29-28）
第7試合 ライト級 5分3R
○  カーマ・ワーシー vs.  デボンテ・スミス ×
1R 4:15 TKO（左フック→パウンド）

### メインカード
第8試合 ミドル級 5分3R
○  デレク・ブランソン vs.  イアン・ハイニッシュ ×
3R終了 判定3-0（29-28、29-28、29-28）
第9試合 フェザー級 5分3R
○  ソディック・ユサフ vs.  ガブリエル・ベニテス ×
1R 4:14 TKO（右フック→パウンド）
第10試合 ミドル級 5分3R
○  パウロ・コスタ vs.  ヨエル・ロメロ ×
3R終了 判定3-0（29-28、29-28、29-28）
第11試合 ウェルター級 5分3R
○  ネイト・ディアス vs.  アンソニー・ペティス ×
3R終了 判定3-0（30-27、30-27、29-28）
第12試合 UFC世界ヘビー級タイトルマッチ 5分5R
○  スティーペ・ミオシッチ vs.  ダニエル・コーミエ ×
4R 4:09 TKO（右ストレート→パウンド）
※ミオシッチが王座獲得に成功。

### 各賞
ファイト・オブ・ザ・ナイト： パウロ・コスタ vs. ヨエル・ロメロ
パフォーマンス・オブ・ザ・ナイト： スティーペ・ミオシッチ、カーマ・ワーシー
各選手にはボーナスとして5万ドルが授与された。

### カード変更
負傷などによるカードの変更は以下の通り。